# Domovoj (film fra 2008)
 For alternative betydninger, se Domovoj. (Se også artikler, som begynder med Domovoj)
Domovoj (russisk: Домовой) er en russisk spillefilm fra 2008 instrueret af Karen Oganesjan.

## Medvirkende
- Konstantin Khabenskij som Anton Pratjenko
- Vladimir Masjkov
- Tjulpan Khamatova som Vika
- Armen Dzhigarkhanyan som Javorskij
- Aleksandr Adabashyan